# Heinrich Stryzewski
Heinrich Stryzewski (* 27. August 1890 in Bamberg; † 1. Dezember 1964) war ein deutscher Landrat.

## Leben
Heinrich Stryzewski absolvierte nach dem Abitur am Franz-Ludwig-Gymnasium Bamberg – unterbrochen durch einen freiwilligen Kriegseinsatz – ein Studium der Rechtswissenschaften an der Friedrich-Alexander-Universität Erlangen-Nürnberg, legte die erste juristische Staatsprüfung ab und begann den dreijährigen Vorbereitungsdienst (Referendariat) in Nürnberg beim Amts- und Landgericht sowie beim Bezirksamt. 1921 folgten das Große juristische Staatsexamen und eine Betätigung als Akzessist bei der Regierung von Mittelfranken. Als Regierungsassessor beim Oberversicherungsamt Mittelfranken beschäftigt, wurde er am 1. Juli 1925 Bezirksamtmann in Hilpoltstein und von Juli 1930 an in Starnberg. Am 1. Dezember 1936 zum Regierungsrat ernannt, wurde er am 4. Oktober 1937 als Bezirksamtsvorstand (ab 1939 Landrat) des Bezirksamtes Dinkelsbühl (ab 1939 Landkreis Dinkelsbühl)  Leiter der Kommunalverwaltung und übte dieses Amt bis zum 30. September 1944 aus, als er zum Landrat in Nürnberg bestimmt wurde.
Auf Weisung der amerikanischen Militärregierung wurde er am 19. April 1945 in Nürnberg abgelöst und nach Dinkelsbühl beordert, jedoch bereits nach einem Monat seines Amtes enthoben und als Sachbearbeiter beim Landratsamt eingesetzt. Im Entnazifizierungsverfahren stufte  ihn die Spruchkammer Dinkelsbühl  1947 als Minderbelastet ein; im Berufungsverfahren erhielt er 1950 die Bewertung entlastet. So konnte er wieder im öffentlichen Dienst beschäftigt und als juristischer Nebenbeamter beim Landratsamt Gerolzhofen und beim Landratsamt Aschaffenburg eingesetzt werden. Am 10. November 1950 wurde Stryzewski Oberregierungsrat und kam zur Regierung von Unterfranken, wo er zum 1. August 1955 in den Ruhestand verabschiedet wurde.
Zum 1. Mai 1933 war er in die NSDAP eingetreten und stellvertretender Ortsgruppenleiter. Ebenfalls 1933 kam er in die SA, wo er Rechtsberater und Fürsorgereferent war. Zuletzt stand er im Rang eines Obertruppführers.